# Подольчук Володимир Васильович
Подольчук Володимир Васильович (нар. 1959 р.) — український трубач, Заслужений артист України (2005 p.), лауреат Всеукраїнського конкурсу, доцент (з 2006 р.) кафедри духових та ударних інструментів Донецької державної музичної академії ім. С. С. Прокоф'єва, член Гільдії трубачів-професіоналів. Випускник Тернопільського музичного училища ім. С. Крушельницької (1974—1979 pp.) по класу труби викладача М.Старовецького.

## Біографія
З 1979 до 1984 навчався в Одеській консерваторії ім. А. Нежданової (клас професора Луба В. М.).
З першого курсу суміщав навчання з роботою в симфонічному оркестрі Одеського державного театру опери і балету. З 1983 року соліст симфонічного оркестру Одеської філармонії. Після закінчення консерваторії — служба в оркестрі штабу ОдГВО (1984—1985 рр.)
3 1986 до 2006 року працює на посаді концертмейстера групи труб симфонічного оркестру Донецького академічного театру опери та балету. На Всеукраїнському конкурсі (1990 р.) в м. Хмельницький здобув звання лауреата в складі брас-квінтету Донецького театру опери та балету.
Підготував велику плеяду талановитих трубачів, які є лауреатами міжнародних та всеукраїнських конкурсів, солістами провідних оркестрів як в Україні, так і за кордоном.